# Zwergwespen
Die Zwergwespen (Mymaridae), auch Eierschlupfwespen genannt, sind eine Familie der Erzwespen (Chalcidoidea).

## Beschreibung
Alle Vertreter der Zwergwespen haben schmale, mehr oder weniger gestielte Flügel, die an den Rändern lang und zierlich bewimpert sind. Das Endglied der Fühler ist meistens vergrößert und damit ebenfalls ein Erkennungsmerkmal. Die Zwergwespen sind größtenteils schwarz, es gibt jedoch auch gelb in ihrer Färbung.
Die kleinsten Insekten überhaupt sind die Männchen der Art Dicopomorpha echmepterygis mit nur 0,139 Millimetern Länge.
Mit ihren paddelförmigen reduzierten Vorderflügeln sind sie keine guten Flieger, sondern werden hauptsächlich durch den Wind verbreitet. Einige aquatische Gattungen sind bekannt. Manche „fliegen“ unter Wasser, da der Unterschied zwischen Luft und Wasser bei kleinen Körpergrößen minimal ist, andere benutzen ihre Beine zur Fortbewegung.
Zwergwespen legen ihre Eier in die Eier anderer Insekten (vor allem Hemiptera), von denen sie sich während ihrer Entwicklung ernähren. Daher spielen sie in der biologischen Schädlingsbekämpfung eine wichtige Rolle.

## Innere Systematik
Die Zwergwespen umfassen etwa 115 Gattungen mit mehr als 1400 Arten. Die bis zum Jahr 2015 in der Gattung Gonatocerus vereinten rund 400 Arten wurden in 14 Gattungen aufgeteilt und der Tribus Gonatocerini zugeordnet.
Im Folgenden eine Liste der Gattungen der Mymaridae nach Noyes (2019):
- Acmopolynema Ogloblin, 1946
- Acmotemnus Noyes & Valentine, 1989
- Agalmopolynema Ogloblin, 1960
- Alaptus Westwood, 1839
- Allanagrus Noyes & Valentine, 1989
- Allarescon Noyes & Valentine, 1989
- Anagroidea Girault, 1915
- Anagrus Haliday, 1833
- Anaphes Haliday, 1833
- Anneckia Subba Rao, 1970
- Apoxypteron Noyes & Valentine, 1989
- Archigonatocerus† Huber, 2015
- Arescon Walker, 1846
- Australomymar Girault, 1929
- Boccacciomymar Triapitsyn & Berezovskiy, 2007
- Borneomymar Huber, 2002
- Boudiennyia Girault, 1937
- Callodicopus Ogloblin, 1955
- Camptoptera Foerster, 1856
- Camptopteroides Viggiani, 1974
- Caraphractus Walker, 1846
- Carpenteriana Yoshimoto, 1975
- Ceratanaphes Noyes & Valentine, 1989
- Chrysoctonoides Huber & Triapitsyn, 2015
- Chrysoctonus Mathot, 1966
- Cleruchoides Lin & Huber, 2007
- Cleruchus Enock, 1909
- Cnecomymar Ogloblin, 1963
- Cosmocomoidea Howard, 1908
- Cosmocomopsis Huber, 2015
- Cremnomymar Ogloblin, 1952
- Cybomymar Noyes & Valentine, 1989
- Dicopomorpha Ogloblin, 1955
- Dicopus Enock, 1909
- Dorya Noyes & Valentine, 1989
- Entrichopteris Yoshimoto, 1990
- Eoanaphes Huber, 2011
- Eoeustochus Huber, 2011
- Eofoersteria Mathot, 1966
- Erdosiella Soyka, 1956
- Erythmelus Enock, 1909
- Eubroncus Yoshimoto, Kozlov & Trjapitzin, 1972
- Eustochomorpha Girault, 1915
- Eustochus Haliday, 1833
- Gahanopsis Ogloblin, 1946
- Ganomymar De Santis, 1972
- Gastrogonatocerus Ogloblin, 1935
- Gonatocerus Nees, 1834
- Heptagonatocerus Huber, 2015
- Himopolynema Taguchi, 1977
- Ischiodasys Noyes & Valentine, 1989
- Kalopolynema Ogloblin, 1960
- Kikiki Huber & Beardsley, 2000
- Kompsomymar Lin & Huber, 2007
- Krateriske Huber, 2015
- Krokella Huber, 1993
- Litus Haliday, 1833
- Lymaenon Walker, 1846
- Macalpinia Yoshimoto, 1975
- Macrocamptoptera Girault, 1910
- Mimalaptus Noyes & Valentine, 1989
- Minutoma Kaddumi, 2005
- Myanmymar Huber, 2011
- Mymar Curtis, 1829
- Mymarilla Westwood, 1879
- Narayanella Subba Rao, 1976
- Neomymar Crawford, 1913
- Neostethynium Ogloblin, 1964
- Neotriadomerus Huber, 2017
- Nepolynema Triapitsyn, 2014
- Neserythmelus Noyes & Valentine, 1989
- Nesomymar Valentine, 1971
- Nesopatasson Valentine, 1971
- Nesopolynema Ogloblin, 1952
- Notomymar Doutt & Yoshimoto, 1970
- Octomicromeris Huber, 2015
- Omyomymar Schauff, 1983
- Oncomymar Ogloblin, 1957
- Ooctonus Haliday, 1833
- Palaeoneura Waterhouse, 1915
- Palaeopatasson Witsack, 1986
- Paracmotemnus Noyes & Valentine, 1989
- Paranaphoidea Girault, 1913
- Parapolynema Fidalgo, 1982
- Parastethynium Lin & Huber, 2007
- Platyfrons Yoshimoto, 1990
- Platypolynema Ogloblin, 1960
- Platystethynium Ogloblin, 1946
- Polynema Haliday, 1833
- Polynemoidea Girault, 1913
- Polynemula Ogloblin, 1967
- Prionaphes Hincks, 1961
- Proarescon Huber, 2017
- Progonatocerus Huber, 2015
- Pseudanaphes Noyes & Valentine, 1989
- Pseudocleruchus Donev & Huber, 2002
- Ptilomymar Annecke & Doutt, 1961
- Richteria Girault, 1920
- Schizophragma Ogloblin, 1949
- Scleromymar Noyes & Valentine, 1989
- Scolopsopteron Ogloblin, 1952
- Steganogaster Noyes & Valentine, 1989
- Stephanocampta Mathot, 1966
- Stephanodes Enock, 1909
- Stethynium Enock, 1909
- Tanyostethium Yoshimoto, 1990
- Tanyxiphium Huber, 2015
- Tetrapolynema Ogloblin, 1946
- Tinkerbella Huber & Noyes, 2013
- Triadomerus Yoshimoto, 1975
- Vladimir Triapitsyn, 2013
- Xenopolynema Ogloblin, 1960
- Yoshimotoana Huber, 2015
- Zelanaphes Noyes & Valentine, 1989
- Zeyanus Huber, 2015

## Auswahl an Arten
- Dicopomorpha echmepterygis